# Cryo Interactive
Cryo Interactive  est une ancienne société française de développement et d'édition de jeux vidéo créée en 1990 par Martial Lefranc (ex-Virgin Loisirs), Philippe Ulrich et Rémy Herbulot (ex-Infogrames), et disparue en 2002. 
Elle a conçu des jeux appartenant à des genres variés : jeux d'aventure, de réflexion (Extase), de stratégie (Le 3e Millénaire, Chroniques de la Lune noire…), d'action (Aliens: A Comic Book Adventure), de course (MegaRace et ses suites). Ses jeux les plus connus appartiennent au genre du jeu d'aventure graphique en pointer-et-cliquer, dans des univers de fantasy comme Dragon Lore (1994) ou Atlantis : Secrets d'un monde oublié (1997) et leurs suites, ou bien dans des univers de science-fiction (Dune en 1992). Plusieurs de ses jeux contribuent au genre du jeu vidéo historique : Égypte : 1156 av. J.-C. - L'Énigme de la tombe royale (1997), Versailles 1685 : Complot à la Cour du Roi Soleil (1997), Aztec : Malédiction au cœur de la cité d'or (1999), Chine : Intrigue dans la Cité interdite (1999), Pompéi (2000). D'autres sont des adaptations plus ou moins libres d'œuvres classiques : Faust (1998), Ring : L'Anneau des Nibelungen (1999), La Machine à voyager dans le temps (2000), Salammbô  (2003), etc. La société Cryo est victime des conséquences de l'éclatement de la bulle spéculative du monde d'Internet en 2002.

## Histoire

### Lancement et succès
En 1990, ERE Informatique et son label Exxos deviennent Cryo Interactive. Le premier personnel de Cryo Interactive est en partie le même que celui d'ERE Informatique, avec des créateurs comme Philippe Ulrich, Rémi Herbulot, Patrick Dublanchet et Michel Rho. La divinité guerrière que représentait Exxos laisse place à une entité apaisante, symbole pour la jeune société de son entrée dans une nouvelle ère.
Cryo est à cette époque symbolisée jusque dans les premiers logos de la société par l'image d'un visage de jeune femme endormie dans un container de cryogénisation. On découvre cette personnification dans leur premier jeu, Extase, sorti en 1990, dans lequel le joueur doit donner vie à un androïde dont les traits sont justement ceux de la mystérieuse entité endormie. Le jeu mélange action et réflexion, innove par son gameplay et par la musique composée par Stéphane Picq. Cependant, par la suite, l'entreprise se spécialise plutôt dans le jeu d'aventure. 
Cryo conçoit pour Virgin Interactive le tout premier jeu vidéo adapté du roman Dune de Frank Herbert et en partie inspiré par la première adaptation de ce roman au cinéma par David Lynch en 1984. Le jeu, commandé avant la vente d'ERE Informatique à Sega et le départ de Philippe Ulrich pour fonder Cryo, connaît un développement mouvementé et migre vers un nouveau support : le CD-Rom, à la mémoire mille fois plus spacieuse que celle des disquettes utilisées jusqu'alors, ce qui permet de stocker bien plus d'images, d'animations et de sons. Ce jeu, Dune, combine aventure, gestion et stratégie ; il sort en 1992 et connaît le succès, en partie grâce à sa bande son composée par Stéphane Picq. La même année, Cryo sort son premier pur jeu d'aventure en pointer et cliquer, KGB ; suit en 1993 un jeu de courses dans un univers de science-fiction, Megarace, qui reçoit un moins bon accueil.
Cryo développe par la suite plusieurs jeux d'aventure qui font sa réputation en tant que studio de jeux d'aventure réputés pour leurs graphismes : une uchronie avec humains et dinosaures dans Lost Eden, de la fantasy dans Dragon Lore, puis de la fantasy antique dans Atlantis : Secrets d'un monde oublié en 1997. Stéphane Picq y est systématiquement associé pour la musique, associé à Pierre Estève pour Atlantis. Le studio publie ensuite de nombreux jeux d'aventure à thème historique qui connaissent le succès : Versailles 1685 : Complot à la cour du Roi Soleil (1997), Égypte : 1156 av. J.-C. (1999), Chine : Intrigue dans la Cité interdite (1998), Venise (1999), succès que le studio tente de prolonger avec d'autres titres comme Égypte II : La Prophétie d'Héliopolis (2000), Aztec : Malédiction au cœur de la Cité d’Or (2000), Odyssée : Sur les traces d’Ulysse (2000), Pompéi : La Colère du Volcan (2000). Le nom du studio finit par être associé à ce genre, alors même que Cryo publie également d'autres genres de jeux. Certains titres, en raison de leur réalisme et de leur potentiel de vulgarisation historique, sont parfois classés dans les jeux ludo-éducatifs, comme Versailles 1685.
En 1997, la société lance une filiale, Cryo Networks, destinée à travailler sur le multijoueur et sur le SCOL (langage de développement de sites internet). En 1999, Cryo entre en bourse avec succès en étant cotée sur le nouveau marché dédié aux PME française : le cours de ses actions est multiplié par vingt en quelques mois. Fort de ce succès, la société introduit également en septembre 2000 sa filiale Cryo Networks sur le nouveau marché : l'opération permet à l'entreprise de lever plus de 30 millions d'euros. Toujours en 2000, Cryo devient actionnaire majoritaire de Dreamcatcher Games et publie un bénéfice net annuel de 10,6 millions d'euros.

### Difficultés et disparition
À partir de l'année 2000, la bulle Internet éclate et le cours de bourse de Cryo s'effondre brutalement, passant de 60 à 4 euros en l'espace de deux ans,. En mai 2002, Cryo Interactive publie ses résultats 2001, faisant état d'une perte nette annuelle de 16,5 millions d'euros. La société n'est plus en mesure de supporter ses 40 millions d'euros de dettes et se déclare en cessation de paiement en juillet 2002. Elle manque d'être liquidée mais est rachetée de justesse par Dreamcatcher Games, sa filiale nord-américaine. L'entreprise est contrainte de se séparer de la majorité de son personnel. À la suite du licenciement de plus de 80 % des effectifs (la société comptait près de 230 salariés en 2002), la société ne compte plus qu'une douzaine de personnes[réf. nécessaire]. La branche Cryo Networks est fermée, ses 87 salariés sont licenciés et les actions « Cryo Networks » sont radiées du nouveau marché d'Euronext.
Après ces plans de licenciements successifs, privant l'ancienne structure de Cryo de toute sa substance, Cryo dépose le bilan en octobre 2002 après l'échec d'un ultime jeu, Frank Herbert's Dune. DreamCatcher Europe continue de commercialiser certaines franchises de feu Cryo. Début 2007, avec le rachat de DreamCatcher par Jowood, les derniers salariés de DreamCatcher Europe, anciennement Cryo, sont licenciés, mettant définitivement fin à ce qui restait de l'aventure.

### Postérité
Jean-Martial Lefranc est depuis la fin de Cryo devenu réalisateur de films et propriétaire des éditions Fleurus presse ; il dirige également la revue L'Écran fantastique, tandis que Philippe Ulrich continue d'explorer de nombreux univers créatifs, avec notamment la sortie d'un livre en mars 2007 : Un Délicieux Carnage racontant les aventures d'Albert le Dingue. Philippe Ulrich lance plus tard un nouveau format de musique interactive, le MXP4, qu'il crée avec Sylvain Huet et Gilles Babinet. La société Mxp4 Interactive Music, créée en 2006, lève 6,5 millions de dollars en 2007 et embauche en 2008 une vingtaine de personnes,.
Le 20 octobre 2008, Microïds annonce l'acquisition des droits de propriété intellectuelle du catalogue de Cryo ainsi que toutes les marques Cryo.

## Moteurs de jeu
Omni3D est un moteur de jeu créé par Cryo, utilisé principalement pour des jeux d'aventures, similaire au QuickTime VR d'Apple. Il est complété par OmniSync, qui permet de simuler le mouvement des lèvres.
Ce moteur permet de simuler une vue panoramique à 360 degrés en vue interne, en utilisant six images placées en forme de cube autour du joueur et modifiées par un algorithme pour paraître courbes. Il a été créé pour Atlantis : Secrets d'un monde oublié, mais c'est finalement Versailles qui l'utilisera le premier, en 1997.
Le moteur Cryogen a ensuite été créé pour remplacer l'Omni3D, avant d'être lui-même remplacé par le Cryogen 2.

## Liste de jeux
1990
- Extase (Amiga, Atari ST, DOS)

1992
- Dune (DOS, Amiga, Mega-CD)
- KGB (DOS, Amiga)

1993
- MegaRace (3DO, DOS, Mega-CD)

1994
- Commander Blood (DOS, Windows)
- Dragon Lore (3DO)

1995

Logo de Cryo avant 1999.

- Aliens: A Comic Book Adventure (Windows)
- Cheese Cat-Astrophe starring Speedy Gonzales (Mega Drive, Master System, Game Gear)
- Lost Eden (Windows)
- The Raven Project (Windows)
- Super Dany (Super Nintendo)
- Timecop (Super Nintendo)

1996
- Big Bug Bang : Le Retour de Commander Blood (Windows)
- Hardline (Windows/Macintosh)
- L.A. Blaster (DOS)
- MegaRace 2 (DOS)

1997
- Atlantis : Secrets d'un monde oublié (Windows/Macintosh)
- Chasseur de trésors (Windows/Macintosh)
- Dragon Lore II (Windows)
- Dreams to Reality (DOS, Windows)
- Égypte : 1156 av. J.-C. - L'Énigme de la tombe royale (Windows)
- Hard Boiled (PlayStation)
- Le 3e Millénaire (Windows)
- Pax Corpus (Windows, PlayStation)
- Versailles 1685 : Complot à la cour du Roi Soleil (Windows)

1998
- Faust (Windows/Macintosh)
- Mankind (Windows)
- Riverworld (Windows)
- Saga: Rage of the Vikings (Windows)
- Scotland Yard (Windows)
- Ubik (Windows)
- Zero Zone (Windows)

1999
- 360 (PlayStation)
- Astérix et Obélix contre César (Windows, PlayStation) (en tant qu'éditeur)
- Atlantis II (Windows)
- Aztec : Malédiction au cœur de la cité d'or (Windows)
- Chine : Intrigue dans la Cité interdite (Windows)
- Chroniques de la Lune noire (Windows)
- Fireteam (Windows)
- Le Gardien des ténèbres (Windows)
- Millennium Racer: Y2K Fighters (Windows)
- Ring : L'Anneau des Nibelungen (Windows)
- Venise (Windows)
- Virus (PlayStation)

2000
- Aztec : Malédiction au cœur de la cité d'or (PlayStation)
- Les Chevaliers d'Arthur : Chapitre 1 - Origines d'Excalibur (Windows)
- The Devil Inside (Windows)
- Fog (Windows)
- Gift (PC et PlayStation 2, puis Game Boy Color)
- Hellboy: Dogs of the Night (Windows, PlayStation, réédité en 2003 sous le titre Hellboy: Asylum Seeker)
- La Machine à voyager dans le temps (Windows)
- Necronomicon : L'Aube des ténèbres (Windows, PlayStation)
- Odyssée : Sur les traces d'Ulysse (Windows)
- Pompéi (Windows)
- Richesses du monde (Windows)
- Rip-Tide Racer (Game Boy Color)
- Roland Garros 2000 (Windows, Game Boy Color)
- Test Drive 6 (Windows, PlayStation, Game Boy Color)

2001
- Atlantis III : Le Nouveau Monde (Windows/Macintosh, PlayStation 2)
- Chasse au trésor 2001 (jeu en ligne compétitif dans lequel le premier joueur à résoudre toutes les énigmes remportaient un masque égyptien et un diamant d'une valeur annoncée d'1 million de dollars)[14]
- Les Chevaliers d'Arthur : Chapitre 2, le secret de Merlin (Windows)
- Dracula: Crazy Vampire (Game Boy Color) (en tant qu'éditeur)
- Égypte II : La prophétie d'Héliopolis (PlayStation)
- Égypte Kids (Windows)
- Frank Herbert's Dune (Windows)
- Jekyll and Hyde (Windows)
- MegaRace 3 (Windows)
- Microsoft Pinball Arcade (Game Boy Color) (en tant qu'éditeur)
- Microsoft: The Best of Entertainment Pack (Game Boy Color) (en tant qu'éditeur)
- Une nuit en enfer (Windows)
- L'Ombre de Zorro (Windows, PlayStation 2)
- Persian Wars (Windows)
- Roland Garros 2001 (Windows, PlayStation)
- Versailles II : Le Testament (Windows)
- Woody Woodpecker : À l'assaut du parc Buzz Buzzard ! (Windows, PlayStation 2)

2002
- Agassi Tennis Generation (Windows, Game Boy Advance) (en tant qu'éditeur)
- Frank Herbert's Dune (PlayStation 2)
- Gore: Ultimate Soldier (Windows)
- Jérusalem : Les Trois Chemins de la ville sainte (Windows)
- MegaRace 3 (PlayStation 2)
- Monsterville (Windows)
- Le Secret du Nautilus (Windows)
- Stealth Combat: Ultimate War (Windows)
- Thorgal : La Malédiction d'Odin (Windows, PlayStation 2)
- Zidane Football Generation 2002 (Game Boy Color, Game Boy Advance) (en tant qu'éditeur)

2003
- Salammbô  (Windows)

2004
- Atlantis Evolution (Windows) - franchise, jeu développé par Atlantis Interactive Entertainment
- Égypte III : Le Destin de Ramsès (Windows) - franchise, jeu développé par Kheops Studio

2006
- The Secrets of Atlantis : L'Héritage sacré (Windows) - franchise, jeu développé par Atlantis Interactive Entertainment